# Jacques Terrier
Pour les articles homonymes, voir Terrier.
Jacques Terrier de (La) Palante, né le 2 septembre 1770 à  Morogne, hameau de Chenevrey (Haute-Saône), mort le 11 novembre 1849 à Besançon (Doubs), est un général français de la Révolution et de l’Empire.

## Naissance et jeunesse
Il est le fils  de Pierre Terrier, cultivateur et de Françoise Bartholomot.
Ses parents le placent au petit séminaire de Marnay où il reçoit une bonne instruction. En 1791, Il renonce à son ordination pour s’engager dans les volontaires du Doubs.

## États de service
Il entre en service le 21 août 1791, comme caporal au 1er bataillon de volontaires du Doubs, et le 8 octobre 1793, il est élu capitaine au 9e bataillon de volontaires de la Côte-d’Or. Il sert de 1793 à 1797, dans les armes du Nord, du Rhin et de la Moselle.
Le 21 juin 1795, il est affecté à la 47e demi-brigade d’infanterie, et il est fait prisonnier le 11 novembre 1795, lors du siège de Mannheim. Libéré par échange de prisonnier le 4 novembre 1796, il rejoint la 97e demi-brigade d’infanterie, et il est affecté à l’armée de Naples en 1798. Il est blessé le 3 janvier 1799, à l’Attaque de Capoue, et le 7 juin 1800, il devient aide de camp du général Launay, puis il est mis en congé de réforme le 4 février 1801.
En 1802, il se marie avec Anne-Marie Maire, de Pesmes, dont il aura deux filles.
Compris sur le tableau des 200 adjoints aux états-majors, il est admis au traitement de non activité le 2 novembre 1803. Le 13 décembre suivant, il est affecté au cantonnement de Toulon, puis à l'état-major général de l'armée expéditionnaire sous Laurisson le 18 novembre 1804.
Le 29 avril 1805, il est employé dans la 4e division militaire, et le 14 décembre, il rejoint l'état-major de l'armée du Nord. De retour à la 4e division militaire le 8 février 1806, il passe le 24 septembre suivant, à l'état-major général de la Grande Armée. Il est fait chevalier de la Légion d’honneur le 14 mai 1807. Il devient chef de bataillon le 28 juin 1807, et il est envoyé à Otrante avec le texte du traité de Tilsit, et en dépit du blocus anglais, il parvient à passer les îles Ioniennes. Le 9 septembre 1807, il est élevé au grade d’officier de la légion d’honneur, et le 14 septembre, il est affecté à la 4e division militaire. 
Le 1er mars 1808, il rejoint Bayonne, pour participer à la campagne d’Espagne, et le 2 mars 1809, il retourne à la Grande Armée pour la campagne d’Allemagne. En mai 1810, il obtient un congé pour cause de maladie, et il est créé chevalier de l’Empire le 18 août 1810.
Le 9 juillet 1812, il participe à la campagne de Russie, comme chef d’état-major du 11e corps d’armée. En 1813, il fait la campagne de Saxe, et il est créé baron de l’Empire le 11 septembre 1813. Étant propriétaire, depuis 1809, du "château de Palante", dans le quartier du même nom à Besançon, il choisit de se faire appeler Terrier de (La) Palante.
Il est promu général de brigade le 25 décembre 1813, et il prend le commandement d’une brigade d’infanterie de la 2e division du 2e corps d’armée. En 1814, il prend part à la campagne de France, et il est mis en demi-solde le 1er septembre 1814, après avoir été nommé chevalier de Saint-Louis. 
Pendant les Cent-Jours, il commande le 16 avril 1815, le département des Basses-Alpes, et il est mis en disponibilité le 11 mai suivant. Le 30 juin, il est employé à la défense de Paris, et en septembre 1815, il est mis en non activité. Compris comme disponible le 1er avril 1820, il est admis à la retraite le 16 février 1825.
Il meurt le 11 novembre 1849, dans son château de Palente, et est inhumé au cimetière des Chaprais.

## Dotation
- Le 19 mars 1808, donataire d’une rente de 2 000 francs en Westphalie.
- Le 4 juin 1813, donataire d’une rente de 4 000 francs en Illyrie.

## Armoiries
| Armoiries | Nom du chevalier et blasonnement |
| --------- | --- |
|           | Chevalier Jacques Terrier de La Palante et de l'Empire, lettres patentes du 18 août 1810. Parti, au premier d'azur au château à trois tourelles d'or, maçonné, ajouré et fermé d'un pont-levis de sable, surmonté de deux flèches en sautoir d'argent, chargées d'un arc en pal d'or, nouées de gueules ; au deuxième d'or à la tête de cheval de sable, bridée de gueules, surmontée d'un dextrochère au naturel rebrassé d'azur à parements de gueules, tenant une épée haute de sable, montée d'argent, mouvant du flanc senestre ; bordure de gueules au signe des chevaliers posé au deuxième point en chef - Livrées : les couleurs de l'écu. |

| Figure | Nom du baron et blasonnement |
| ------ | --- |
|        | Armes du baron Jacques Terrier de La Palante et de l'Empire, décret du 4 juin 1813, lettres patentes du 11 septembre 1813, officier de la Légion d'honneur Écartelé ; au premier d'azur à trois tours rangées en fasce d'argent, soutenues d'une muraille crénelée du même ; le tout maçonné de sable ; au deuxième des barons tirés de l'armée ; au troisième de gueules au dextrochère de carnation tenant une épée haute d'argent, montée d'or ; au quatrième d'or à l'arc de sable traversé en sautoir de deux flèches du même armées et empennées d'argent - Livrées, les couleurs de l'écu. |

## Sources
- (en) « Generals Who Served in the French Army during the Period 1789 - 1814: Eberle to Exelmans »
- Thierry Pouliquen, « Les généraux français et étrangers ayant servis [sic] dans la Grande Armée » (consulté le 24 février 2015)
- « Cote LH/2578/26 », base Léonore, ministère français de la Culture
- « Cote LH/2577/57 », base Léonore, ministère français de la Culture
- « La noblesse d’Empire » (consulté le 24 février 2015)
- Vicomte Révérend, Armorial du premier empire, tome 4, Honoré Champion, libraire, Paris, 1897, p. 293.
- (pl) « Napoléon.org.pl »
- Georges Six, Dictionnaire biographique des généraux & amiraux français de la Révolution et de l'Empire (1792-1814), Paris : Librairie G. Saffroy, 1934, 2 vol., p. 488-489